# Seleção Neerlandesa de Polo Aquático Feminino
A Seleção Neerlandesa de Polo Aquático Feminino representa os Países Baixos em competições internacionais de polo aquático.

## Títulos
- Jogos Olímpicos (1): 2008
- Campeonato Mundial (1): 1991
- Campeonato Europeu (5): 1985, 1987, 1988, 1993 e 2018

## Ligações Externas
- Sitio Oficial (em neerlandês)